# Likoma (eiland)
Likoma is het grootste van twee bewoonde eilanden in het Malawimeer. Het andere eiland heet Chizumulu. Beide eilanden zijn enclaves gelegen in de territoriale wateren van Mozambique, ze behoren tot Malawi. Ze vormen het district Likoma, dat deel uitmaakt van de regio Northern.
De enclaves zijn ontstaan doordat de kolonisatie van de eilanden geschiedde door anglicaanse missionarissen vanuit Malawi in plaats van door de rooms-katholieke Portugezen vanuit Mozambique.